# Венсан де Поль Аханда
Венсан де Поль Аханда (фр. Vincent De Paul Ahanda; 24 червня 1918 — 12 вересня 1975) — камерунський державний і політичний діяч, прем'єр-міністр Східного Камеруну від червня до листопада 1965 року.
Також обіймав посаду міністра освіти, молоді та спорту в першому камерунському уряді. У жовтні 1959 року був обраний віце-спікером Законодавчих зборів. У січні 1961 року став першим послом Камеруну в Німеччині.